# Larca
Larca es un género de arácnido del orden Pseudoscorpionida de la familia Larcidae.

## Especies
Las especies de este género son:
- Larca bosselaersi Henderickx & Vets, 2002
- Larca chamberlini Benedict & Malcolm, 1978
- Larca granualata (Banks, 1891)
- Larca hispanica Beier, 1939
- Larca italica Gardini, 1983
- Larca laceyi Muchmore, 1981
- Larca lata (Hansen, 1884)
- Larca notha Hoff, 1961